# Fujiwara no Tadamichi
Fujiwara no Tadamichi (japonès: 藤原忠通)  (15 de març de 1097 - 13 de març de 1164) va ser un noble de la cort i poeta des del final del període Heian fins al final del període. El segon fill de Fujiwara Tadazane, el regent del clan Fujiwara del Nord. Els seus rangs oficials eren Júnior Primer Grau, Regent i Gran Ministre d'Estat. Se'l coneixia comunament com Hosshoji Kanpaku. A l'Ogura Hyakunin Isshu, se'l coneix com Hosshoji Nyudo, l'antic canceller i Gran Ministre d'Estat.

## Biografia
En 1103, Oe Masafusa li va donar el nom de "Tadamichi". El 1107 va arribar a la majoria d'edat i es va convertir en el fill adoptiu de l'emperador Shirakawa El 1114, a petició de l'emperador Shirakawa, es va acordar un matrimoni entre ell i la seva filla adoptiva, Fujiwara no Shōshi (filla de Fujiwara no Kanezane del llinatge Kan'in), però a causa dels rumors sobre el comportament de Shoshi, el seu pare Tadazane va refusar fermament el matrimoni i el compromís es va cancel·lar. El 1121, esdevingué el cap del clan Fujiwara, en substitució de Tadazane, que havia renunciat al seu càrrec de regent després d'haver estat perdonat per l'emperador de clausura, i fou nomenat regent de l'emperador Toba als 25 anys (la convulsió política de 1121). Posteriorment va servir com a regent i canceller durant tres generacions, sota Sutoku, Konoe i Goshirakawa. Els seus 37 anys com a regent van ser només per darrere del seu besavi, els 50 anys de Yorimichi. A més, el 1129, va fer que la seva filla, Seishi, nascuda de la seva esposa legal, entrés a l'harem de l'emperador Sutoku com a consort, i l'any següent, el 1130, Seishi va ser nomenada emperadriu vídua. L'emperador Sutoku i Masashi van tenir un bon matrimoni però no van tenir fills. Quan, el 2 de setembre de 1140, la seva dama de companyia, Hyoe no Satsubone, va donar a llum el primer fill de l'emperador Sutoku, el príncep imperial Shigehito  Masashi i Tadamichi estaven disgustats. S'especula que aquesta també va ser la raó per la qual va veure l'emperador Sutoku i el príncep imperial Shigehito com a enemics durant la rebel·lió de Hogen.
Generalment es creu que el seu pare, Tadazane, era tan estimat pel seu germà petit, Yorinaga, que el va pressionar perquè cedís el càrrec de regent i canceller al seu germà petit, però en realitat, durant molt de temps no va poder trobar un hereu masculí de la família regent i així l'any 1125, durant el segon any, ell va adoptar Yojiga, ell va adoptar deu anys més que jove. Tanmateix, després de complir els 40 anys, Tadamichi va ser beneït amb una successió de fills, començant pel seu quart fill, Motozane, i així va anul·lar el matrimoni amb Yorinaga per tal que el seu propi fill succeís a la família del regent.
Tadamichi i Tadamichi/Yorinaga també es van enfrontar per la política sobre l'harem de l'emperador Konoe Al gener de 1150, Yorinaga va fer entrar al palau la seva filla adoptiva, Takuko, i ser coronada emperadriu, mentre que tres mesos després Tadamichi va fer que la seva filla adoptiva, Teishi, entrés al palau i fos emperadriu. Tadamichi i Yorinaga finalment es van cansar del nomenament de Teishi com a emperadriu, i Tadamichi va ser rebutjat pel seu pare i obligat a cedir el càrrec de cap del clan a Yorinaga, però ell va lluitar interferint en el contacte de Takiko amb l'Emperador.

El setembre de 1153, quan l'emperador Konoe va caure greument malalt fins al punt de quedar-se cec temporalment, l'emperador va informar a Tadamichi de la seva intenció d'abdicar (Daiki, 23 de setembre de 1153), en resposta, Tadamichi va demanar a l'emperador Toba que permetés l'abdicació del tron, que era el fill de l'emperador Maskawa. El mateix eror (més tard el príncep Morihito i l'emperador Nijō, però, l'emperador va veure això com un complot per establir un jove governant i prendre el poder i l'autoritat per si mateix, i Tadamizu també el va criticar, dient:
| «          | El canceller s'ha tornat boig? No hi ha manera que el meu pare, el príncep Masahito, es quedi en silenci. | » |
| — Tadamizu | |   |

Després que l'emperador Goshirakawa va ascendir al tron l'any 1155, Tadazane i Yorinaga es van veure obligats a renunciar al poder per sospita de maleir l'emperador Konoe, i així va ser restaurat al poder. Aquesta sèrie de conflictes va ser una de les causes de la Rebel·lió Hōgen. Després de la rebel·lió, es va restaurar el càrrec de cap del clan, però el nomenament es va fer per decret imperial sobre la base que l'anterior cap del clan, Yorinaga, havia comès un crim i estava mort, i es va negar l'autonomia del clan Fujiwara. A més, totes les mansions transmeses de la família regent i les mansions personals propietat de Tadamichi i Yorinaga havien de ser confiscades com a terres governamentals. Tanmateix, Tadamichi va instar a Tadamichi a transferir les mansions de la família regent i la mansió personal de Tadamichi, coneguda com a "Uji Donoryo", va ser reconeguda com a terra definitiva per Taichi. No obstant això, Yorinaga no es va escapar de la confiscació del seu territori.
Com a resultat d'això, tot i que no hi havia hagut emperador retirat a Kyoto des del període Shirakawa Insei, el sistema regent no es va restaurar, i la política va ser dirigida pels col·laboradors propers de Go-Shirakawa, dirigits per Shinzei. L'abdicació de Goshirakawa a l'emperador Nijō va ser decidida en un "consell entre Budes" per dos monjos, Shinzei i Bifukumon'in, sense passar per alt el canceller Tadamichi.
Durant el Festival de Kamo de 1158, es va enfrontar amb Fujiwara no Nobuyori, un favorit de Goshirakawa, i va ser confinat a casa seva per Goshirakawa, perdent efectivament el seu càrrec. El mateix any, va cedir el càrrec de regent al seu fill gran, Motozane. Tadamichi va intentar guanyar-se a Nobuyori i va portar la germana de Nobuyori a la dona de Motozane. Tanmateix, durant la Rebelión Heiji, el pare i el fill van perdre la fe en ell i es van unir al camp anti-monopoli. Durant la rebel·lió, Shinzei i Nobuyori van ser assassinats, i després Fujiwara no Tsunemune i Fujiwara no Korekata, que havien ocupat el poder real, van ser exiliats, deixant a la Cort Imperial només el conflicte entre l'emperador retirat Goshirakawa, que ja havia abdicat, i l'emperador Nijō, i sense ningú que s'ocupés dels assumptes del govern. Enmig d'això, Tadamichi, conegut com "Odono", va ser temporalment reintegrat al poder i es va establir un sistema de consulta entre l'In, l'Emperador, l'Odono i el Canceller. Després que l'Emperador destituís a sis dels col·laboradors propers de l'In el 1161, les decisions polítiques es van prendre per acord entre l'Emperador. Més tard, el 1162, es va convertir en monjo al temple Hosshoji i va prendre el nom d'Enkan. En els seus darrers anys, Tadamichi va ser aficionat a la seva dama de honor Gojo (la filla del majordom, Minamoto no Moritsune), que el va servir de prop. Va morir poc després a causa del xoc emocional. Va morir als 68 anys.

## Persona
- Quan Tadamichi es va convertir en el cap del clan, el sistema de regent ja s'havia convertit en una mera formalitat, es va veure embolicat en un conflicte amb el seu pare i el seu germà, i va arribar tard a donar a llum un fill. No obstant això, fins i tot en una situació tan dolenta, es va vincular hàbilment amb les forces governamentals de clausura com l'emperador Toba i el clan Taira, que van ser els seus rivals, que van seguir la rebel·lió Hegeni, que va supervivent i va seguir la rebel·lió. En contrast amb Shinzei, que era l'autèntic titular del poder. Com a resultat, els seus descendents directes van ser les cinc famílies regents que, en principi, van monopolitzar els càrrecs de regent i canceller fins a la Restauració Meiji. No obstant això, també hi ha una teoria que, tot i que Fujiwara no Nobuyori havia pensat que la seva filla, el fill adoptiu de Kokamon'in (sei) Kanezane (el sisè fill) fos el successor, en lloc de Konoe Motomichi, que va néixer a la germana petita de Fujiwara no Nobuyori, la mort sobtada de Motozane va provocar un canvi sobtat en la seva última situació del fill, Motofusa, com a regent i l'establiment de la tutela de Motomichi pel clan Taira) i això va provocar la posterior escissió de la família regent.[7] També hi ha una teoria que suggereix que el successor previst de Tadamichi no era Kanezane sinó Motofusa, que havia heretat el diari de Tadamichi i s'havia casat amb una dona de la línia Kan'in, parent materna de l'emperador Goshirakawa.[8]
- Hi ha una teoria que va ser un malvat intrigante (com Tsunoda Fumiei), però també hi ha opinions discrepants (com Motoki Yasuo).
- Kei Mikawa especula que la teoria de l'anomenada "oncle-fill" de l'emperador Sutoku, que apareix al Kojidan i altres llibres, va ser un rumor difós per Tadamichi, que volia donar suport a l'emperador Konoe i l'emperador Nijō i eliminar l'emperador Sutoku i el príncep imperial Shigehito (Mikawa assenyala que aquest era el cursi de Yomorre, de Konoe, que va ser abreujat). després de la seva mort, va ser un rumor que va beneficiar a Tadamichi i Bifukumon'in).[9] En un altre article, Mikawa planteja la hipòtesi que el fill de Tadamichi, Jien, podria haver estat conscient de les circumstàncies anteriors quan va incloure un article sobre l'afer entre Minamoto no Michichika i la seva filla adoptiva, Jomyōmon'in, en el seu Gukanshō (Jien va donar suport al germanastre de Tadamichi, l'emperador Juntoku, la néta de la qual era la néta de l'emperadriu Tadamichi), mikado, que va néixer a Jomyōmon'in).[10]
- També era hàbil en poesia i cal·ligrafia, i era conegut com Hosshoji-sama. La seva col·lecció de poesia xinesa inclou el " Hosshoji Kanpakushu" i la seva antologia familiar inclou el "Tada Tamichishu". El seu diari inclou el "Hosshoji Kanpakuki".
- Es creu que Tadamichi era bisexual.[11]
- Tot i que no estava en bons termes amb el seu germà petit, Yorinaga, va tenir una bona relació amb el seu germanastre, el príncep Kakuho (fill de l'emperador Shirakawa), i quan el príncep Kakuho va morir, Tadamichi va entrar de dol com el seu "germà petit" (Heihanki, entrada per al 6 de desembre de 1271).[12]

## Com a poeta
Tenia 58 poemes inclosos en antologies imperials com "Kin'yoshu" i altres, i "Imakagami" afirma que "la gent diu que els seus poemes no farien vergonya a Kakinomoto no Hitomaro", i també es deia que era millor per compondre poesia xinesa que Sugawara no Michizane. Es creu que això estava ple d'un llenguatge florit perquè va ser el regent durant quatre generacions d'emperadors, des de l'emperador Toba fins a l'emperador Goshirakawa, i també va servir com a regent i gran ministre dues vegades cadascun.
De lOgura Hyakunin Isshu.
| «                                                         | Rem fora de les planes, veig els núvols que han estat flotant des de fa anys i les onades blanques al mar. | » |
| — Hosshoji Nyudo, antic canceller i Gran Ministre d'Estat | |   |

Els poetes dels poemes just abans i just després d'aquest eren tots dues persones que havien perdut les batalles polítiques amb Tadamichi (Fujiwara no Mototoshi i l'emperador Sutoku).
Reconeixement com a cal·lígraf
- Va fundar l'escola Hosshoji. És gruixut, rodó i potent, amb una textura viva.
- Quan Fujiwara no Motohira va construir el complex del temple al temple de Motsu-ji, va demanar a Tadamichi que escrivís la inscripció a la placa que es penjarà a la sala principal del temple d'Enryuji (que després va ser destruïda per un incendi en una guerra). No obstant això, des de la perspectiva de Kyoto, el clan Fujiwara d'Oshu estava relacionat amb presoners de guerra, de manera que, fins i tot si haguessin revelat les seves identitats, no hi havia manera que la seva sol·licitud s'hagués acceptat, de manera que la sol·licitud real es va fer a través del temple Ninna-ji. Més tard, quan Tadamichi va descobrir qui era el veritable client, va intentar recuperar la placa, però va fracassar (LAzuma Kagami afirma que "La placa del temple d'Enryuji va ser escrita pel canceller Tadamichi, i el shikishi va ser escrit per Fujiwara no Kyocho.")

## Mansions
- Província d'Echigo: Oshima, Kamiya
- Província de Sanuki: Shikoku
- Província de Yamashiro: Ogura, Ogura, Shinsui (dins de l'Ogura), Izumidono (dins de la petita Ogura), Gojodono (dins de l'Ogura)
- Minokuni: Takeyoshi, Yamagami, Yoshida
- Província de Sansen: Shiki

## Carrera oficial
Les xifres entre parèntesis es converteixen en anys del calendari gregorià (el final de novembre a desembre en el calendari japonès pot correspondre a gener a febrer de l'any següent en el calendari gregorià) 
- 1107 (2n any de Kasho)
  - 26 d'abril - Cerimònia d'adveniment de la majoria d'edat, confereix el rang de Shogoi i es va permetre portar colors prohibits.
  - 18 de juny - Nomenat camarlen
  - 25 de novembre (gener de 1108) - Transferit a Ukon'e Gon no Shosho
  - 8 de desembre (gener de 1108) - Traslladat a Ukonoe no Chujo.
  - 29 de desembre (febrer de 1108) - Ascendit a quart rang junior, Ukon'e Chujo (capità de la guàrdia dreta) roman com abans.
- 1108 (3r any de Kasho)
  - Gener (febrer-març) - Simultàniament va ocupar el càrrec de governador d'Harima
  - 20 de desembre de 1109 (gener de 1109) - Ascendits al quart rang junior, Ukonoe Chujo i Harima Gonnokami van romandre en els seus antics càrrecs.
- Tennin 3 (1110)
  - 25 de febrer - Ascendits a tercer rang junior, Ukonoe Chujo i Harima Gonnokami es mantenen com abans.
  - 13 de maig - Promogut a Shosanmi, Ukonoe Chujo i Harima Gonnokami es mantenen com abans.
- Tenei 2 (1111)
  - 23 de gener - Transferit a Gon Chunagon, Ukon'e Chujo roman com abans
  - 1 de febrer - Ascendits a Segon rang Júnior, Gon Chunagon i Ukon'e Chujo es mantenen com abans.
- 18 de març de 1112 (Ten'ei 3): Ascendit a Shonii (Segon rang sènior) i Gon Chunagon i Ukon'e Chujo (Chujo de la Guàrdia Dreta) romanen com abans.
- 3 anys de perpetuïtat (1115)
  - 29 de gener - Transferit a Gon Dainagon
  - 16 d'abril - Transferit al ministre de l'Interior
- 6 de febrer de 1119 (2n any de Gen'ei): Simultàniament va ocupar el càrrec de Sakonoe-taisho (cap esquerre de la Guàrdia Imperial)
- 5 de març de 1121 (2n any de l' era Hoan): Ascendit al càrrec de Kanpaku, Fujiwara no Choja, el càrrec de ministre de l'Interior era el mateix que abans, i el càrrec era segon per al ministre de la Dreta, Minamoto no Masazane, que era titular del primer rang júnior.
- 17 de desembre de 1123 (gener de 1123) - Ascendit a Primer Grau Júnior, transferit al càrrec de Regent de l'Esquerra i Fujiwara no Chosha es mantenen com abans, i continuen ocupant la posició de segon rang al Gran Ministre d'Estat de Primer Grau Minamoto no Masazane.
- 28 de gener de 1123 (4t any de Hoan) - Ja no era el regent, va ser proclamat regent, i la posició de ministre d'esquerra es va mantenir sense canvis, situant-se més enllà que Minamoto Masazane (no obstant això, no hi ha constància que fos proclamat regent).
- 17 de desembre de 1129 (gener de 1129) - Proclamat com a Gran Ministre d'Estat, l'estatus de regent continua com abans
- 1129 (4t any de Taiji)
  - 10 d'abril - Dimiteix com a primer ministre
  - 1 de juliol - Acaba el regent i es converteix en canceller
- 7 de desembre de 1142 (gener de 1142): Dimiteix com a regent
- 25 d'octubre de 1149 - Proclamat com a Gran Ministre d'Estat, l'estatus de regent continua com abans
- 1150 (6è any de l'era Kyūan)
  - 13 de març - Dimiteix com a primer ministre
  - 26 de setembre - El cap del clan Fujiwara és abolit (Yorinaga es converteix en el cap del clan Fujiwara).
  - 8 de desembre - Acaba el regent i es converteix en canceller
- 11 de juliol de 1156 - Proclamat cap del clan Fujiwara (ja que Yorinaga va ser derrotat i assassinat el mateix dia)
- 1 d'agost de 1158 - Dimiteix del càrrec de Kanpaku
- 8 de juny de 1162 - Es va convertir en monjo, prenent el nom budista Enkan
- 19 de febrer de 1164 - Mor als 68 anys

## Genealogia
- Pare: Fujiwara Tadazane
- Mare: Minamoto Shishi - filla de Minamoto Akifusa
- Esposa: Fujiwara no Muneko - Filla de Fujiwara no Munenori (1090-1155)
  - Filla gran: Fujiwara no Seiko (1122-1182) - Emperadriu vídua de l'emperador Sutoku, Kokamon'in
  - Tercer fill: Nom desconegut (1127-1127)[13]
- Esposa: MINAMOTO Nobuko - filla de MINAMOTO Kuninobu, segon rang junior, dama en espera
  - Quart fill: Motozane Konoe (1143-1166) (fundador de la família Konoe)
- Esposa: Toshiko Minamoto[14] - filla de Kuninobu Minamoto
  - Cinquè fill: Matsudono Motofusa (1145-1231) (fundador de la família Matsudono)
  - Novè fill: Shinen (1153-1224) - 44è sacerdot en cap del temple Kofuku-ji
  - Homes: Saichu
- Esposa: Toshiko Minamoto - filla d' Akitoshi Minamoto
  - Segona filla: Fujiwara no Ikuko (1146-1173) - Emperadriu consort de l'emperador Nijō, mare adoptiva de l'emperador Rokujō. Hi ha una teoria que en realitat era filla de Tokudaiji Saneyoshi.
- Esposa: mestressa de casa Kaga no Tsubone - Filla de Fujiwara no Nakamitsu (?-1156)
  - Sisè fill: Kujo Kanezane (1149-1207) (fundador de la família Kujo) - Primer va ser adoptat per la seva germanastra Seiko, després pel seu germanastre Motozane.
  - Vuitè fill: Doen (1151-1170)
  - Desè fill: Fujiwara no Kanefusa (1153-1217)
  - Onzè fill: Jien (1155-1225) - 62è, 65è, 69è i 71è Tendai Zasu
- Esposa: Filla de Fujiwara no Motonobu
  - Fill gran: Eshin (Kakukei, Izu Sojo) (1114-1171) - Sacerdot en cap del temple Kofuku-ji (1157-1164), exiliat a Izu el 1167
- Esposa: mestressa de casa Gojo - Filla de Minamoto no Moritsune
  - Setè fill: Takatada (1150-?)
- Nens amb mares biològiques desconegudes
  - Segon fill: Kakakuchu (1118-1177) - 50è sacerdot en cap de Tendai
  - Filla adoptada: Fujiwara no Teishi (1131-1176) - Emperadriu consort de l'emperador Konoe, en realitat filla de Fujiwara no Koremichi

## Títols relacionats
pel·lícula
- "The New Tale of the Heike" (1955, Daiei, protagonitzada per Hisao Toake)

Drama televisiu
- "The New Tale of the Heike" (1972, drama de la NHK Taiga, interpretat per Hara Yasumi)
- " Taira no Kiyomori " (2012, drama de la NHK Taiga, interpretat per Keisuke Horibe)